# 安徽理工大学第一附属医院
安徽理工大学第一附属医院（淮南市第一人民医院）是中国安徽省淮南市的医院。医院始建于1952年，现时是淮南市唯一的三级甲等医院。

## 历史
1952年1月11日，淮南市政府抽调从部队转业的医护人员，并吸收部分私人医生，组建设淮南市卫生事务所。1952年9月，以卫生事务所门诊部为基础成立了淮南市人民医院，1961年再更名为淮南市第一人民医院。文化大革命期间，医院于1969年12月2日与市卫生局、卫生防疫站、医药公司及田家庵清洁队组建淮南市人民防治医院；后该医院于1971年5月11日解体，恢复市第一人民医院建制。
1998年，医院成为安徽省首批三级乙等医院。2004年，医院整体接收淮南铁路医院，成为医院的西院区。2011年9月，成为三级甲等医院。2010年代曾经隶属于蚌埠医科大学，成为该院的第四附属医院。2020年10月8日整体划转至安徽理工大学，成为安徽理工大学第一附属医院，并于2021年10月16日挂牌。